# Cristina Ortiz
Cristina Ortiz (Bahía, 17 de abril de 1950) es una pianista brasileña.

## Biografía
Nacida en Bahía, Brasil, Cristina Ortiz empezó sus estudios en su país antes de estudiar en Francia con Magda Tagliaferro. Después de acabar sus estudios en París, ganó el primer premio de la tercera edición del Concurso Internacional de Piano Van Cliburn. Continuó su formación con Rudolf Serkin en Filadelfia en el Instituto de Música Curtis y más tarde se trasladó a Londres, donde vive actualmente.
Cristina Ortiz ha actuado en algunas de las salas de concierto más importantes del mundo y ha sido invitada para ser solista por la Orquesta Filarmónica de Berlín, la Orquesta Filarmónica de Viena, la Orquesta Philharmonia, la Orquesta Sinfónica de Chicago, Orquesta Sinfónica de Sídney, Orquesta de Filadelfia, Orquesta Real del Concertgebouw, Orquesta de Cleveland , Orquesta Sinfónica de la WDR de Colonia, Orquesta Sinfónica Alemana de Berlín, Orquesta de Valencia, Orquesta Sinfónica de Islandia y la Orquesta Sinfónica de la NHK entre otras, con directores como Vladimir Áshkenazi, Neeme Järvi, Mariss Jansons y David Zinman.
Ortiz ha grabado para EMI, Decca Records, Collins Classics, y Intrada, y da clases maestras en la Royal Academy of Music en Londres y la Escuela Juilliard en Nueva York.
Se casó con Jasper Parrott en 1974. Tienen dos hijas.